# Domestication des plantes

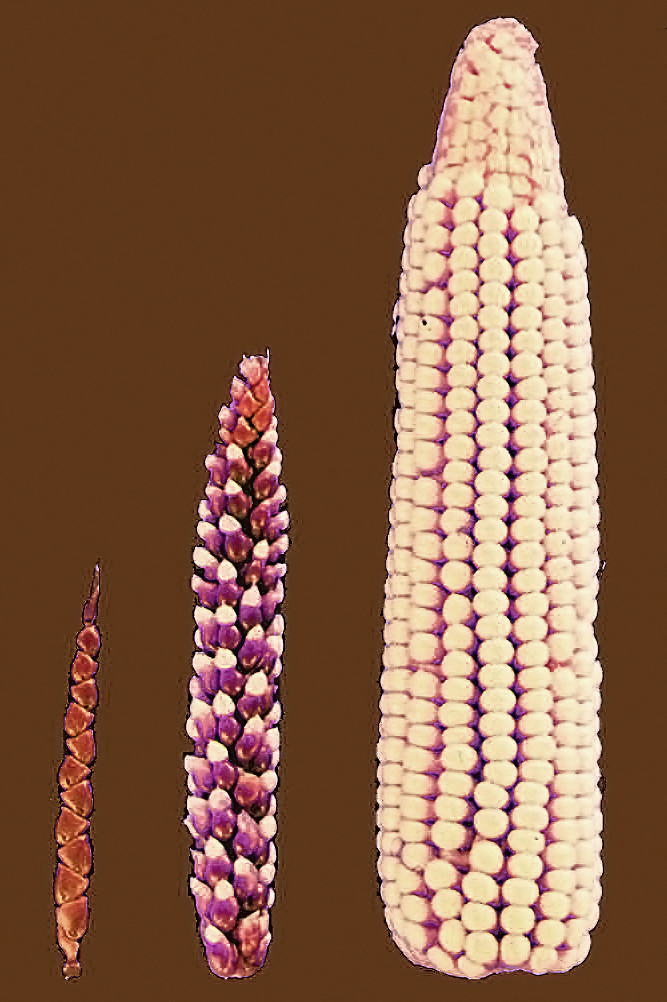
Évolution de la téosinte (à gauche) en maïs moderne (à droite).

La domestication des plantes est un processus évolutif, lent et progressif, par lequel l'homme modifie, intentionnellement ou non, la constitution génétique d'une population de plantes jusqu'au point où les individus au sein de cette population perdent leur capacité de survivre et de se reproduire par eux-mêmes dans la nature. La domestication des plantes, parallèlement à celle des animaux, a permis la naissance de l'agriculture au cours de la révolution néolithique, qui a vu la transition d'une société de chasseurs-cueilleurs vers une société de producteurs agricoles. 
Ce processus a commencé à différentes époques de l'Holocène dans plusieurs régions du monde, notamment dans le Croissant fertile, en Chine, en Amérique centrale, dans les Andes, en Nouvelle-Guinée et en Afrique de l'Ouest. Il a abouti à la création de plantes cultivées profondément modifiées dans leur morphologie, leur physiologie, leur phytochimie et leur génétique, sous la pression sélective exercée de façon délibérée ou non par les premiers agriculteurs, soit directement par la sélection de semences ou de propagules, soit indirectement par les pratiques culturales et la modification de l'environnement agricole.   
La domestication a créé à des degrés divers une relation d'interdépendance entre les populations humaines et certains types de plantes. D'un point de vue biologique, on passe pour ces espèces domestiquées d'une sélection naturelle à une sélection artificielle par l'homme.
Les plantes domestiquées ont tendance à perdre certains traits conservés chez les progéniteurs sauvages tels que les mécanismes de dispersion (comme l'égrenage des épis ou la déhiscence des gousses et siliques), les défenses chimiques et physiques contre les herbivores et la dormance, la grande majorité des plantes économiques aujourd'hui étant des annuelles.

« Les races d'animaux domestiques et de plantes cultivées présentent souvent, comparées aux espèces naturelles, des caractères anormaux ou monstrueux ; c'est qu'en effet elles ont été modifiées, non pour leur propre avantage, mais pour celui de l'homme. »

— Darwin, De la variation des animaux et des plantes à l'état domestique, vol. 1.

## Processus
La domestication des plantes s'est opérée dès l'origine par deux modes de sélection : une sélection consciente ou intentionnelle, et une sélection inconsciente ou automatique.
Dans le premier cas, les agriculteurs ont appliqué délibérément une sélection massale en reproduisant les plantes qui présentaient certains caractères valorisés pour l'utilisation finale.
Dans le second cas, la sélection a été provoquée involontairement par le fait que les plantes concernées ont été déplacées de leur habitat naturel et placées dans un nouvel environnement, souvent très différent, créé par l'homme.
Ces modes de sélection se combinent avec deux principales méthodes de maintenance des plantes cultivées, qui sont soit reproduites à partir de semis (de graines issues d'une reproduction sexuée), soit multipliées végétativement (par boutures, greffes, cormes et tubercules). Dans le premier cas, les plantes sont soumises à un nouveau cycle de sélection à chaque saison de production, conduisant à des variétés cultivées, souvent très différentes des progéniteurs sauvages, correspondant soit à des lignées consanguines chez les plantes principalement autogames, soit à des variétés populations chez les plantes à pollinisation croisée. Dans le second cas, la multiplication végétative d'individus choisis pour leurs caractéristiques particulières, dues par exemple à des mutations ou à des croisements, conduit à des clones, permettant de « fixer » ces caractères, indépendamment de la ségrégation génétique (disjonction des allèles) liée à la reproduction sexuée. Ces clones sont généralement des individus hautement hétérozygotes, non reproductibles par semis.

## Phytogéographie
Dans son ouvrage, Études sur l'origine des plantes cultivées, paru en 1926, le botaniste russe, Nikolaï Vavilov, a émis l'hypothèse des centres de diversité et proposé comme centres d'origine des espèces domestiquées les zones de plus grande diversité de chacune des espèces. Vavilov a pu postuler l'existence de huit centres d'origine et de diversité pour l'ensemble des plantes domestiquées dans le monde. Il a démontré que ces centres présentent des facteurs communs importants, par exemple une agriculture et une civilisation ancienne, une localisation dans les régions tropicales et subtropicales, des conditions éco-topographiques très variées et qu'ils partagent un certain type de distribution de la diversité génétique.
Les huit centres d'origines de Vavilov étaient les suivants  :
1. Chine ;
2. Inde    (2a.   Indo-Malaisie)
3. Asie centrale, y compris Pakistan, Pendjab, Cachemire, Afghanistan et Turkestan (ex-URSS)
4. Proche-Orient ;
5. Rivages méditerranéens et régions adjacentes ;
6. Éthiopie ;
7. Sud du Mexique et Amérique centrale ;
8. Amérique du Sud (Pérou, Équateur, Bolivie) (8a. île de Chiloé).

Ces centres se trouvent dans des régions montagneuses, souvent à climat tempéré, à des latitudes comprises entre 20 et 45° Nord et Sud. Ils ont une grande importance pour l'amélioration future des plantes cultivées car ils abritent une partie importante de la diversité génétique d'un pool génique donné, incluant les espèces domestiquées ainsi que leurs parents sauvages et adventices.

Les foyers de l'agriculture.

En 1971, le botaniste américain, Jack Harlan, émit l'idée de trois zones où l'agriculture serait apparue indépendamment, et ou de nombreuses plantes indigènes ont été domestiquées et qu'il organisait en centres et en « non-centres », ces derniers à plus vaste étendue géographique, entre lesquels des variétés de plantes ont pu être échangées. 
| Centres               | Non-centres                          |
| --------------------- | ------------------------------------ |
| A1. Proche-Orient     | A2. Afrique                          |
| B1. Chine             | B2. Asie du Sud-Est et Pacifique-Sud |
| C1. Amérique centrale | C2. Amérique du Sud                  |

De nos jours les scientifiques s'accordent sur l'existence de 12 centres de diversité[Lesquels ?] .

## Évolution phénotypique
| Traits | Plante sauvage      | Plante domestiquée   |
| --- | ------------------- | -------------------- |
| Taille (plante) | haute               | basse/naine          |
| Port (plante) | ramifié/buissonnant | compact              |
| Maturité | asynchrone          | synchrone            |
| Dormance (graines) | présente            | absente              |
| Égrenage | épis fragiles       | épis solides         |
| Taille (fruits/graines) | petite              | grande               |
| Facilité de dispersion | très élevée         | perdue               |
| Battage | difficile           | facile               |
| Reproduction | allogamie           | autogamie            |
| Germination | asynchrone          | synchrone            |
| Poils/épines | présents            | absents ou réduits   |
| Toxines | présentes           | absentes ou réduites |
| Toute plante domestiquée ne présente pas nécessairement l'ensemble de ces traits et leur importance relative dépend du type de plante et du système de culture. Ainsi les plantes cultivées pour leurs graines ont invariablement des graines plus grosses que leurs parents sauvages, tandis que chez des plantes telles que la pomme de terre la taille des tubercules et la présence de toxines sont des traits bien plus importants |                     |                      |

L'ensemble des caractères qui distinguent les plantes cultivées de leurs ancêtres sauvages constitue le « syndrome de domestication », expression forgée par le botaniste allemand Karl Hammer en 1984. Les caractères proviennent au moins en partie de la sélection humaine et se rapportent donc à la manière dont les plantes sont cultivées et récoltées. 
Dans un agroécosystème, la concurrence entre les plantes est moindre que dans le milieu naturel.
Cette concurrence réduite est convertie chez les plantes cultivées en une productivité plus élevée pour les organes récoltés (graines, feuilles, racines, etc.) grâce à un partage modifié des photosynthétats et à un indice de récolte (rapport de la biomasse récoltée à la biomasse totale) plus élevé.  L'augmentation de taille peut parfois être remarquable, pouvant atteindre une différence d’un facteur 10 à 20 entre les types sauvages et domestiqués. Cette augmentation de la taille des grains, et plus généralement des organes récoltés, est souvent considérée comme une indication de l'intervention humaine dans la reproduction des plantes.
La culture des plantes se traduit par la création d’un système de production, dont l'objectif global a été d'augmenter la biomasse récoltée tout en diminuant l'effort total nécessaire pour récolter cette biomasse. Plusieurs traits ont été sélectionnés pour atteindre cet objectif, comprenant notamment :

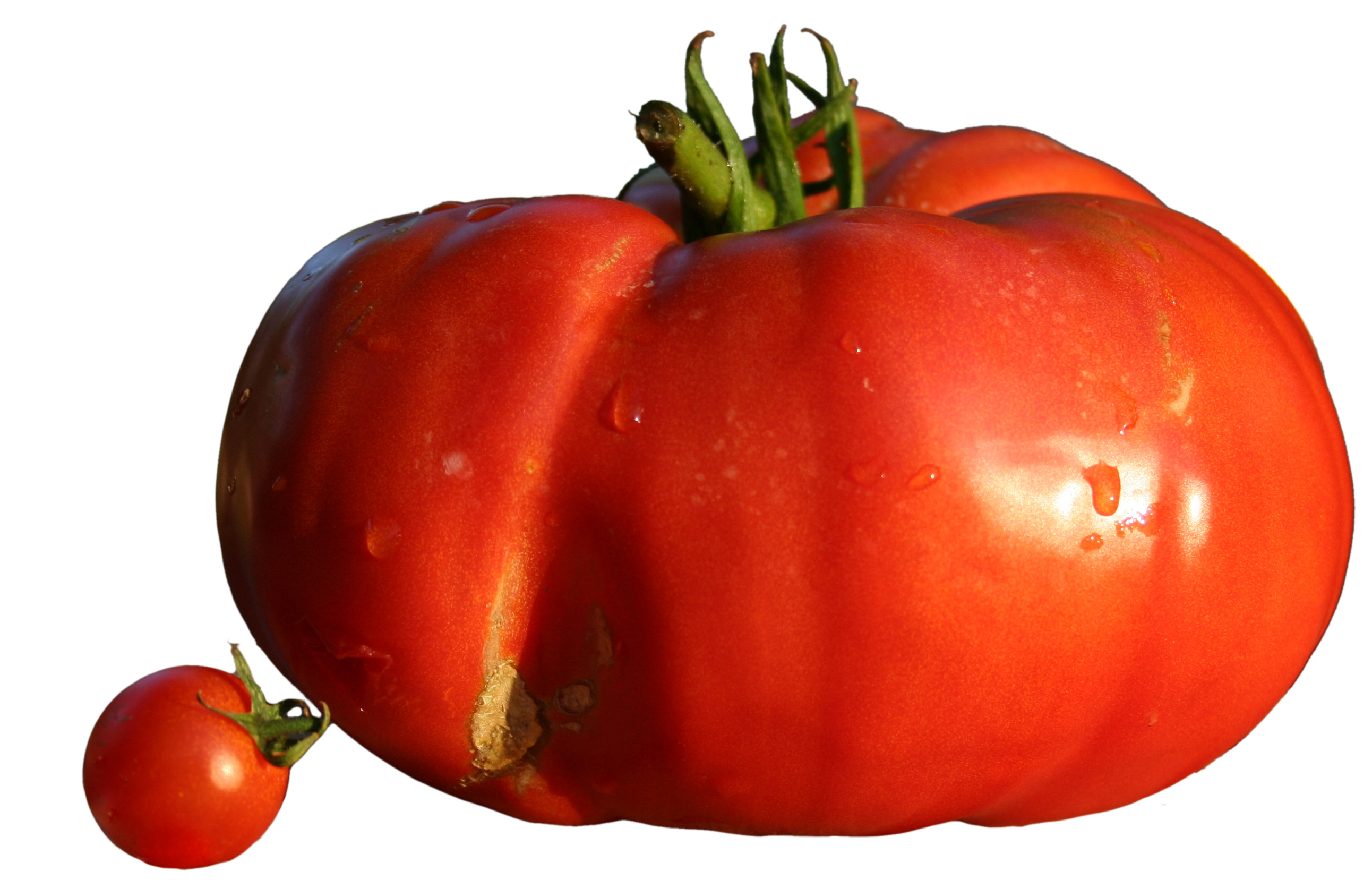
Diversité de taille des tomates cultivées.

- la perte de dormance des graines, qui conduit à des peuplements plus uniformes ; les semences de la plupart des plantes cultivées germent peu de temps après la plantation, alors que leurs progéniteurs sauvages germent souvent uniquement en réponse à des signaux environnementaux tels que la durée du jour (photopériodisme) et la température ; la domestication peut aussi entraîner une perte de sensibilité aux signaux environnementaux pour la floraison.
- un port plus compact, avec des ramifications moins nombreuses et plus courtes, ce qui réduit la concurrence intraspécifique et rend la récolte plus synchrone ; ce trait est sélectionné par des méthodes de récolte qui échantillonnent de préférence des plantes de taille et de forme similaires ; chez les céréales, les pratiques culturales ont conduit à sélectionner un développement du tallage et une maturation synchrone.
- un mode de reproduction tendant à évoluer de l'allogamie à l'autogamie et à la multiplication végétative, ce qui rend la reproduction moins dépendante des facteurs abiotiques et biotiques ;
- la moindre dispersion des graines par égrenage, ou sa disparition complète, ce qui limite les pertes de grains à la récolte. C'est le trait de domestication le plus important, car il rend la propagation de la plante dépendante de l'intervention humaine. Ce trait s’accompagne aussi de la perte des aides à la dispersion des grains, comme les poils, les crochets et les barbes, qui facilitent la dispersion par le vent et les animaux.

La sélection a également porté sur des caractères  importants du point de vue de la consommation (denrées alimentaires)  ou de l'utilisation (fourrages, fibres). 
L'attrait pour la nouveauté, en particulier en matière de  couleur ou de forme des graines et des fruits,   a conduit à la diversité morphologique frappante de certaines plantes cultivées. On le constate pour les choux (Brassica sp.) : chou rouge, choux de Bruxelles , chou-fleur, chou-rave, etc.) , pour certaines légumineuses à grosses graines (Phaseolus sp. et Vigna sp.) ; et chez les Rosaceae pour la taille, la forme, la texture et la couleur des fruits (par exemple, pommes – Malus sp., poires – Pyrus sp., cerises et prunes – Prunus sp.). En général, la domestication a conduit à une augmentation de la taille des organes récoltés, qu'il s'agisse de racines, de feuilles, de fruits ou de céréales. 

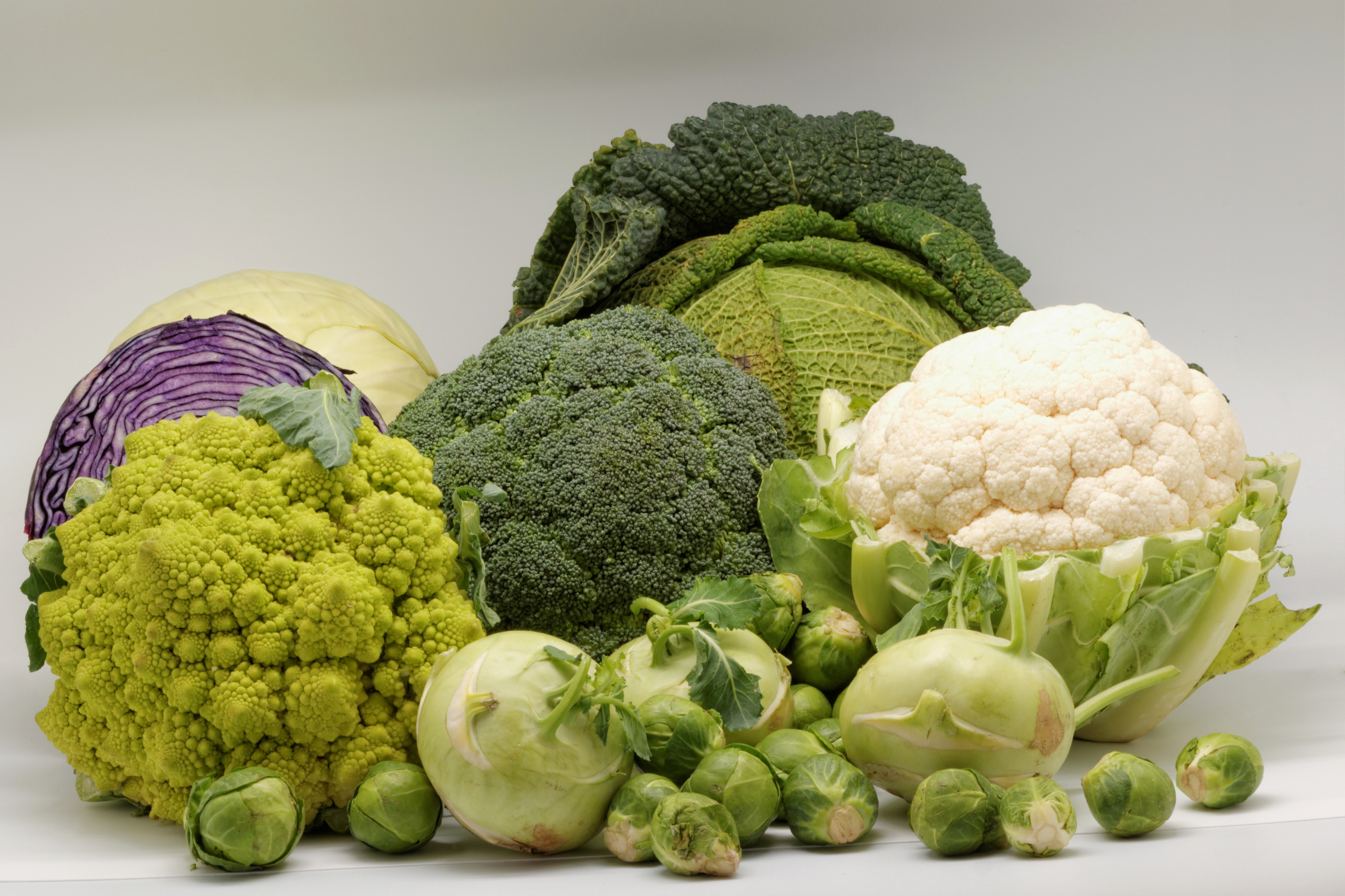
Diversité morphologique du chou cultivé, Brassica oleracea (chou-fleur, ch. de Bruxelles, chou vert, chou rouge, brocoli, romanesco, chou-rave).
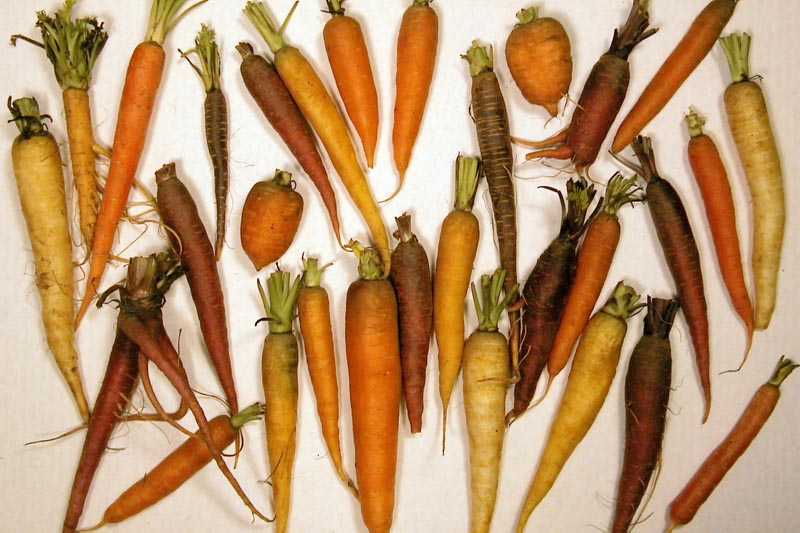
Diversité de couleurs de la carotte cultivée (Daucus carota).
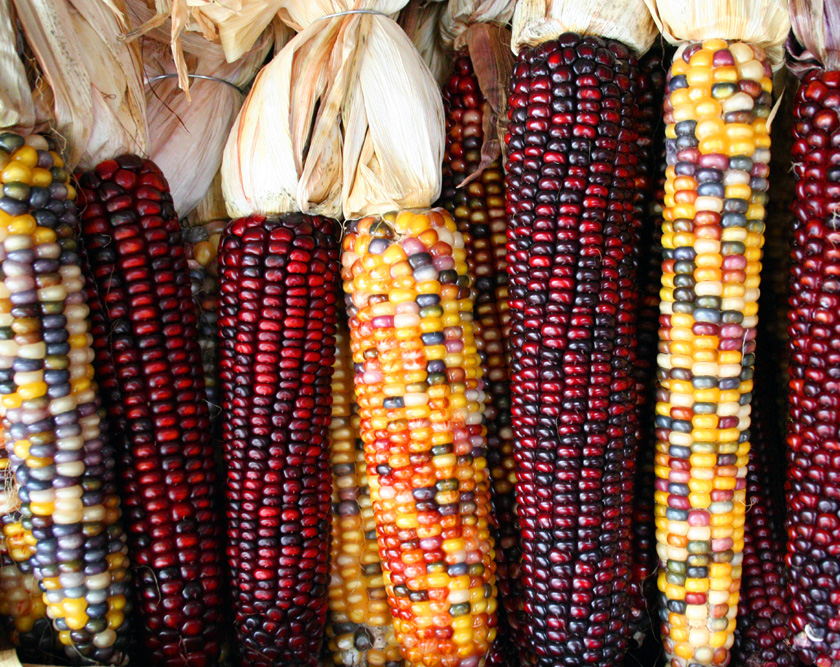
Épis de maïs de différentes variétés.
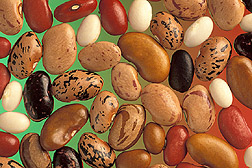
Graines de haricot commun (Phaseolus vulgaris).

La domestication a également entraîné une baisse de la teneur en composés toxiques, qui remplissent chez les plantes sauvages plusieurs fonctions comme la protection contre les maladies ou les ravageurs, C’est le cas par exemple de la réduction des glucosides cyanogéniques chez le manioc, l’igname ou le haricot de Lima. La modification de la composition chimique a porté également sur d’autres caractères, par exemple  l’amélioration de la qualité boulangère du blé et la modification de l'équilibre sucre-amidon chez le maïs.

## Importance
Le nombre d'espèces de plantes domestiquées est relativement modéré, mais a eu une importance considérable dans l'évolution de l'humanité. On estime que les sociétés humaines pré-agricoles utilisaient pour leur alimentation environ 7000 espèces végétales, dont seule une infime partie a été domestiquée.
Sur un total évalué à 500 000 espèces de Cormophytes (anciennement appelés "végétaux supérieurs"), dont environ 370 000 ont été décrites, on estime qu'environ 2500 espèces ont subi un certain degré de domestication, mais seulement 250 sont considérées comme pleinement domestiquées. 
Les plantes domestiquées appartiennent à plus de 160 familles botaniques. Environ 40 % des espèces domestiquées appartiennent à quatre familles : Poaceae, Fabaceae, Brassicaceae et Rosaceae. Parmi ces plantes, de nombreuses n'ont qu'une utilisation mineure et une importance locale. De nos jours, l'humanité dépend pour son alimentation d'un très petit nombre de plantes cultivées. On estime que moins de 20 espèces végétales fournissent 95 % environ  de l’apport calorique au niveau mondial. Il s'agit notamment  du blé,  du riz, du maïs, de l'orge, du sorgho, du millet, de la canne à sucre, des bananes et plantains, du manioc, de la pomme de terre, de la patate douce et des légumineuses à grosses graines telles que soja, haricot, les pois et pois chiche, lentille,. 
Les Poaceae sont particulièrement importantes, cinq espèces (riz, blé, maïs, canne à sucre et orge) représentant plus de la moitié des calories consommées.